# سازمان ملی فضایی چین
سازمان ملی فضایی چین (چینی: 國家航天局؛ انگلیسی: China National Space Administration (CNSA)) سازمان ملی فضایی کشور چین است.
برنامه فضایی چین از سال ۱۹۶۱ میلادی با پرتاب موشک به فضا آغاز شد و با ساخت ماهواره با کمک شوروی گسترش یافت.
در سال ۱۹۷۰ میلادی چین توانست پنجمین کشوری شود که ماهواره ساخت خود را به فضا بفرستد. پس از ان چین برنامه فرستادن انسان به فضا را در دستور کار خود قرار داد؛ و بالاخره در سال ۲۰۰۳ میلادی موفق شد پس از شوروی و آمریکا سومین کشور جهان باشد که انسان به کیهان بفرستد.
چین همچنین پیشنهاد همکاری در ایستگاه فضایی جهانی را داد ولی این پیشنهاد با مخالفت آمریکا روبرو شد. به این دلیل چین برنامه ساخت ایستگاه فضایی چینی را در دستور کار خود قرار داده‌است.

## فضانوردان چینی

فضانوردان چینی
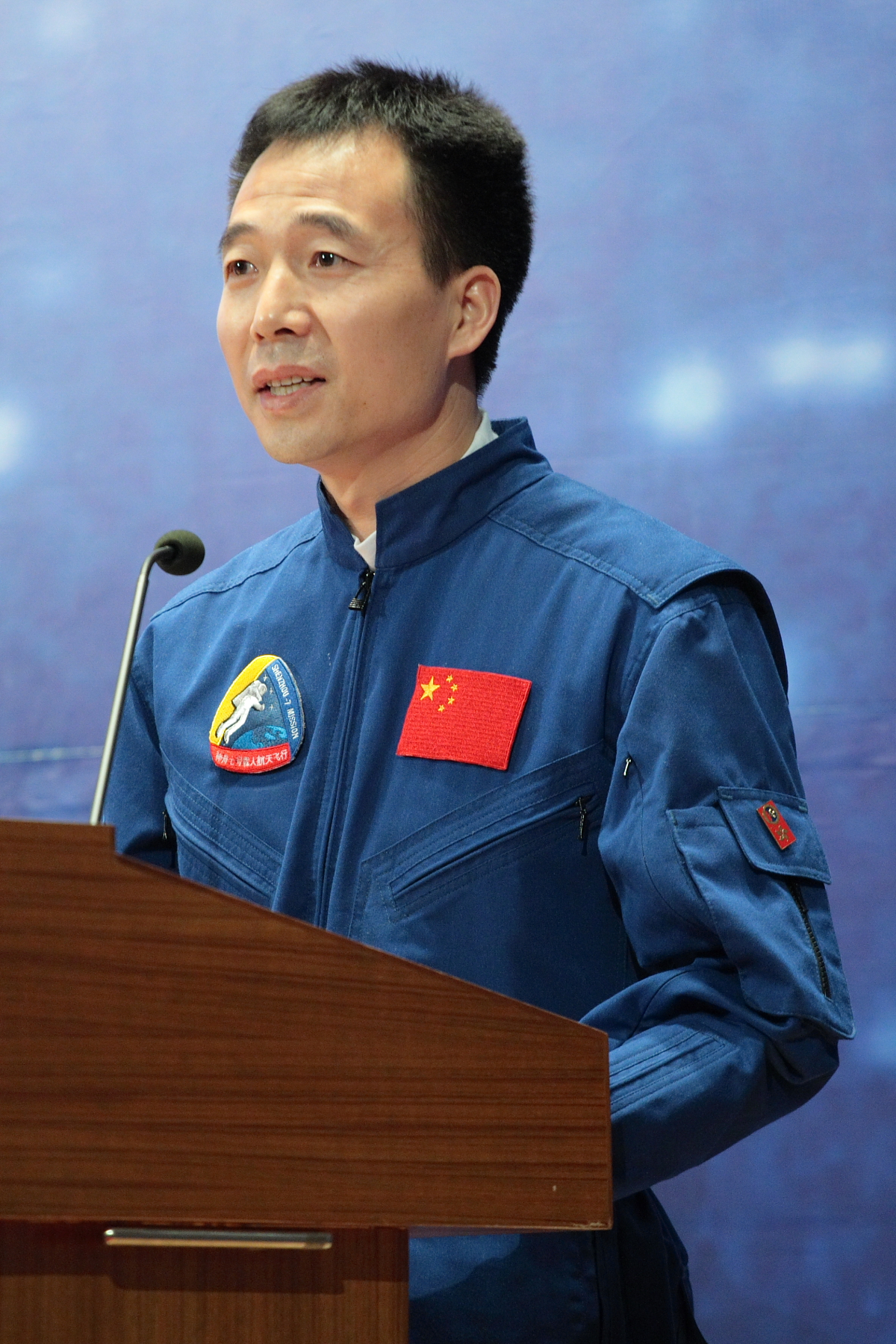
جینگ هایپنگ
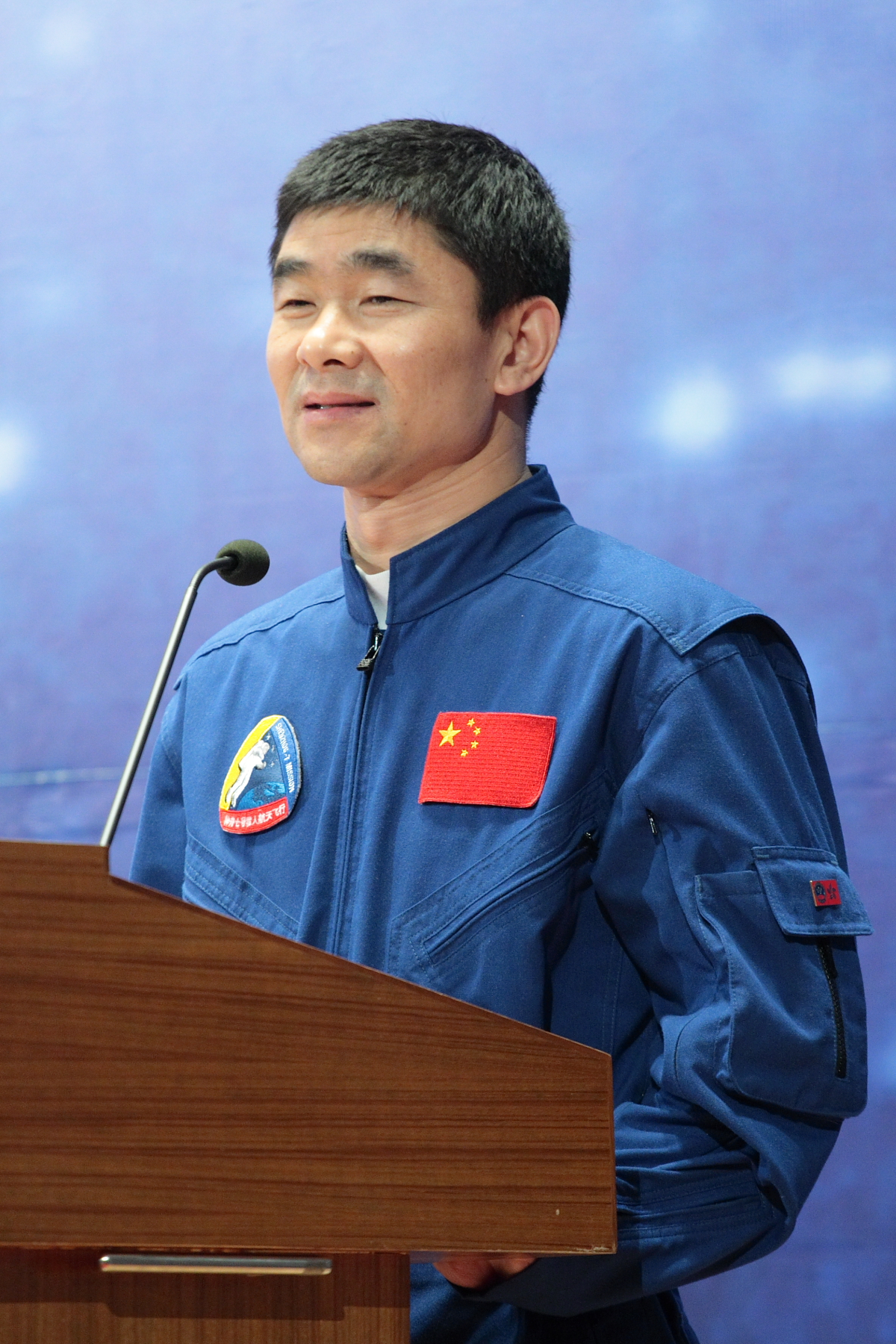
لیو بومینگ
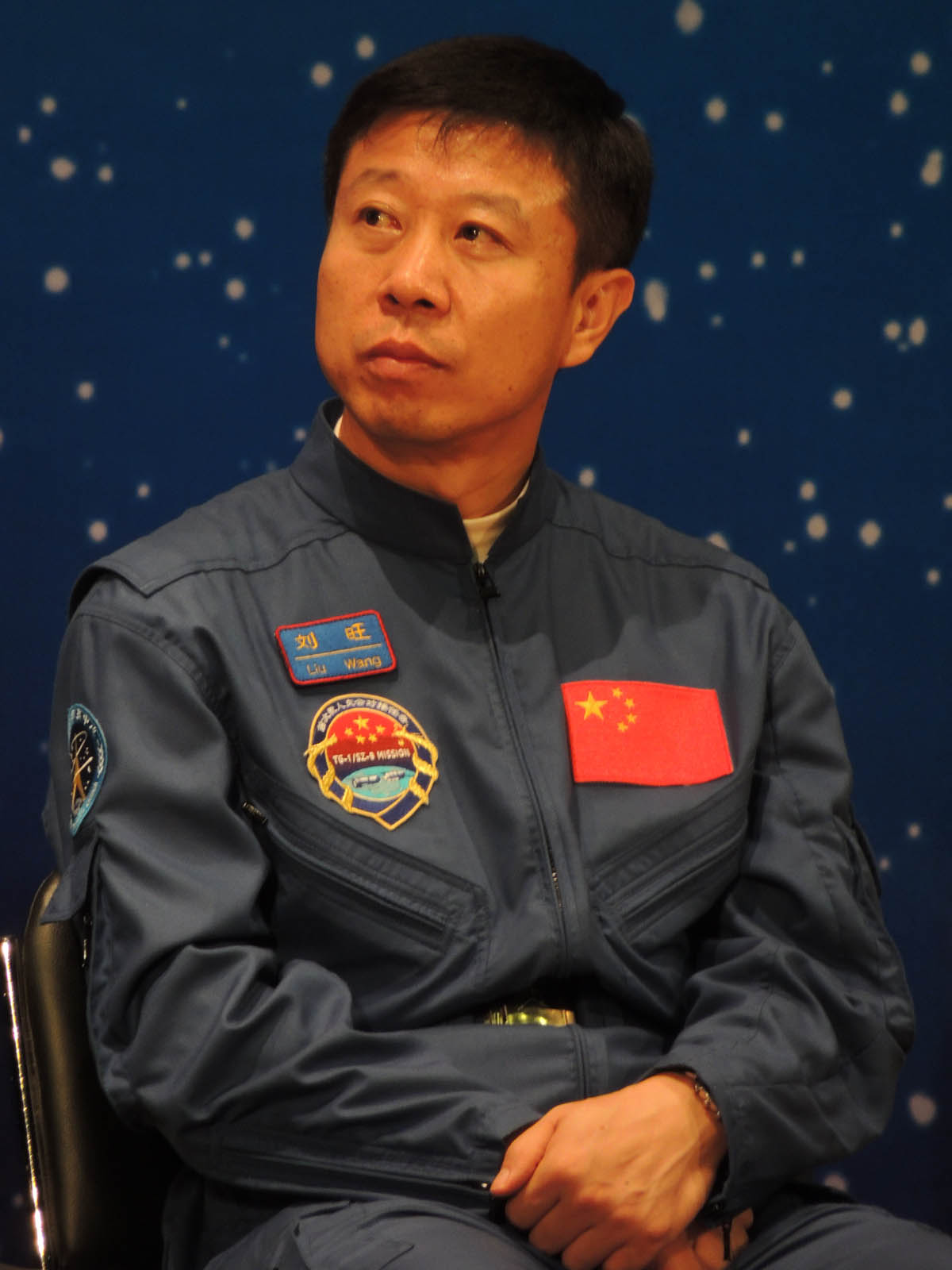
لیو وانگ
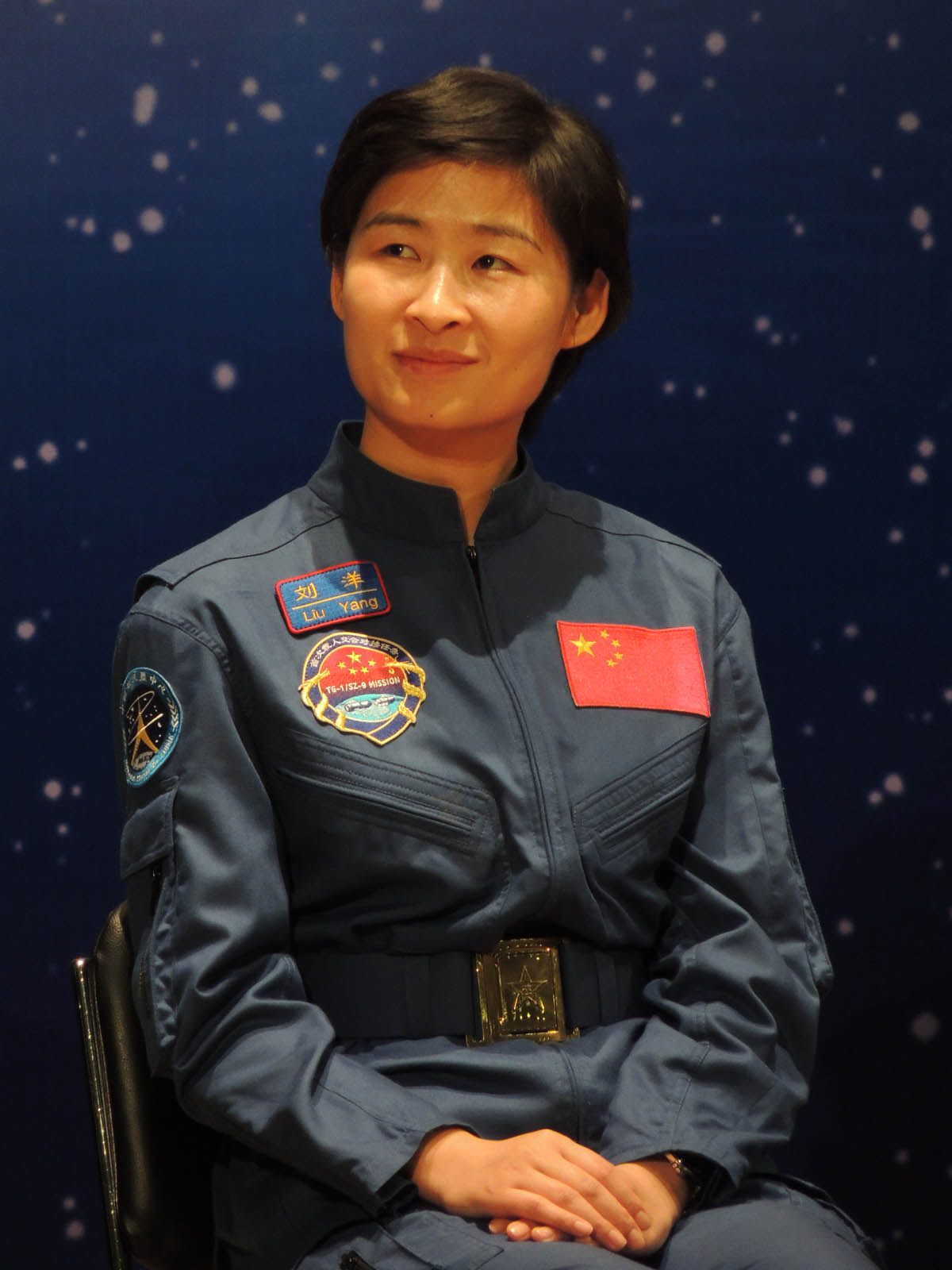
لیو یانگ
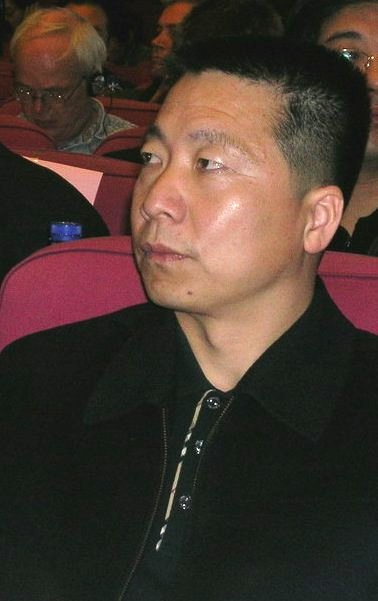
یانگ لیوه
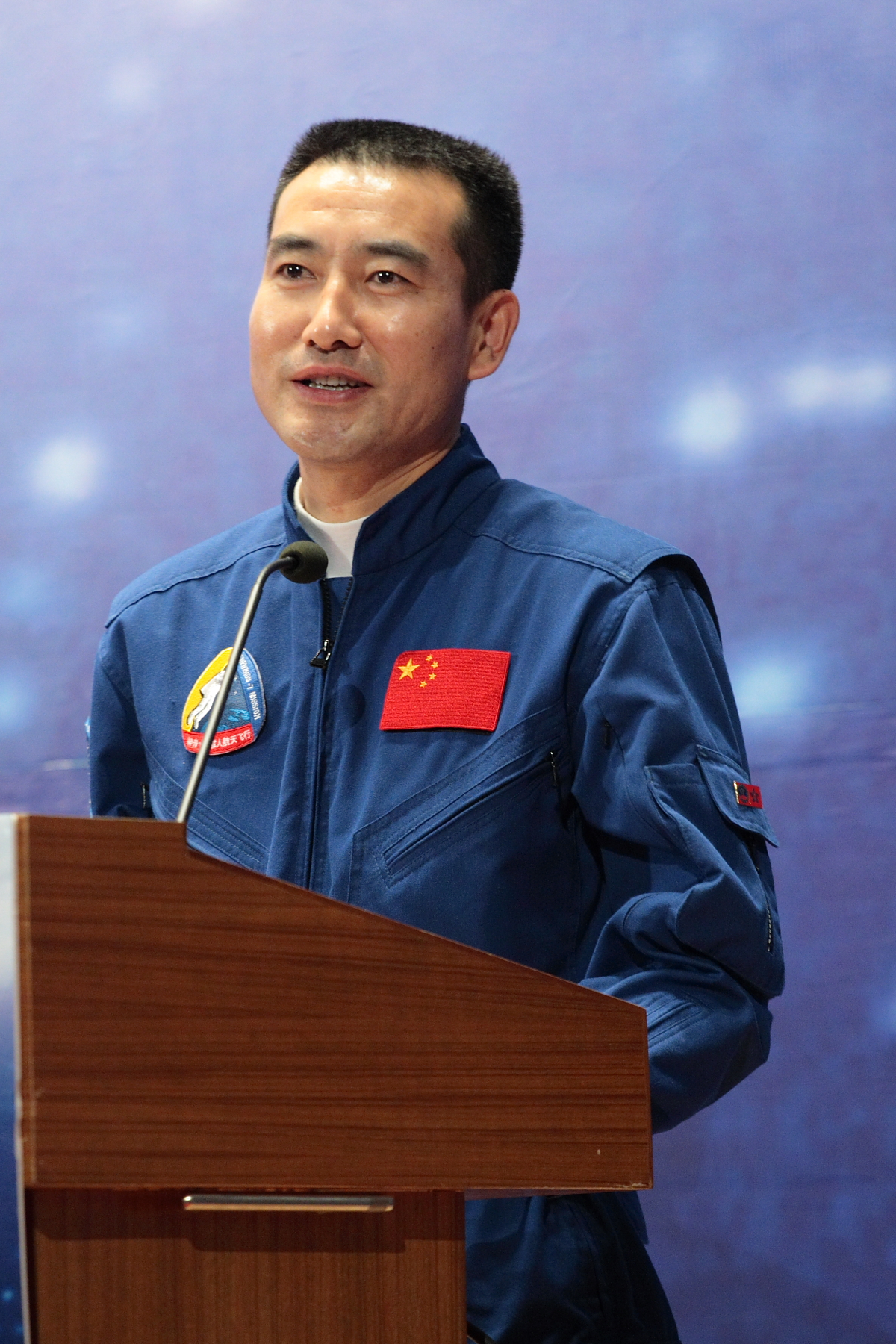
ژای ژیگانگ